# Trzecia Droga (Izrael)
Trzecia Droga (hebr.: הדרך השלישית, ang.: Third Way) – izraelska partia polityczna o charakterze centrowym działająca w latach 90. XX wieku.
Ugrupowanie powstało w marcu 1996, założone przez dwóch posłów: Awigdora Kahalaniego i Emanu’ela Zismana, którzy odłączyli się od Partii Pracy. W odbywających się w maju tego samego roku wyborach parlamentarnych nowe ugrupowanie zdobyło 3,2% głosów i wprowadziło do Knesetu czterech posłów. Oprócz Kahalaniego i Zismana mandaty poselskie zdobyli Aleksander Lubocki i Jehuda Harel. W 1999 Emanu’el Zisman opuścił partię. W kolejnych wyborach ugrupowanie nie dostało się do parlamentu.